# Tomislav Bašić (jedriličar)
Tomislav Bašić (Sarajevo, 9. siječnja 1975.), hrvatski jedriličar iz Bosne i Hercegovine.
Natjecao se na Olimpijskim igrama 2004. u klasi 470. Osvojio je 19. mjesto.
U dvobojskom je jedrenju na europskom prvenstvu 1999. osvojio brončanu medalju.
Bio je član zadarskog Uskoka, opatijske Croatije i zagrebačkog Turbo sporta.